# Rantau Keroya
Rantau Keroya is een bestuurslaag in het regentschap Musi Banyuasin van de provincie Zuid-Sumatra, Indonesië. Rantau Keroya telt 2349 inwoners (volkstelling 2010).